# Lurdes Gloria Manuel
Lurdes Gloria Manuel, née le 12 juillet 2005, est une athlète tchèque, spécialiste du 400 mètres.

## Biographie
Elle remporte la médaille d'or du 400 m lors des championnats d'Europe juniors de 2023, dans le temps de 51 s 94.

## Palmarès
| Date | Compétition                    | Lieu      | Résultat | Épreuve   | Temps         |
| ---- | ------------------------------ | --------- | -------- | --------- | ------------- |
| 2022 | Championnats d'Europe jeunesse | Jérusalem | 2e       | 400 m     | 53 s 61       |
| 2023 | Championnats d'Europe juniors  | Jérusalem | 1re      | 400 m     | 51 s 94       |
| 2023 | Championnats d'Europe juniors  | Jérusalem | 3e       | 4 × 400 m | 3 min 34 s 84 |
| 2024 | Championnats d'Europe          | Rome      | 4e       | 400 m     | 50 s 52       |

## Records
| Épreuve | Temps   | Lieu | Date         |
| ------- | ------- | ---- | ------------ |
| 400 m   | 50 s 52 | Rome | 11 juin 2024 |